# Ostrovica (Lišane Ostrovičke)
Ostrovica est un village de la municipalité de Lišane Ostrovičke (Comitat de Zadar) en Croatie. Au recensement de 2011, le village comptait 86 habitants.